# Тибетський мастиф
Тибетський мастиф (Тибетський дог, Do-khyi) — порода собак.

## Історія

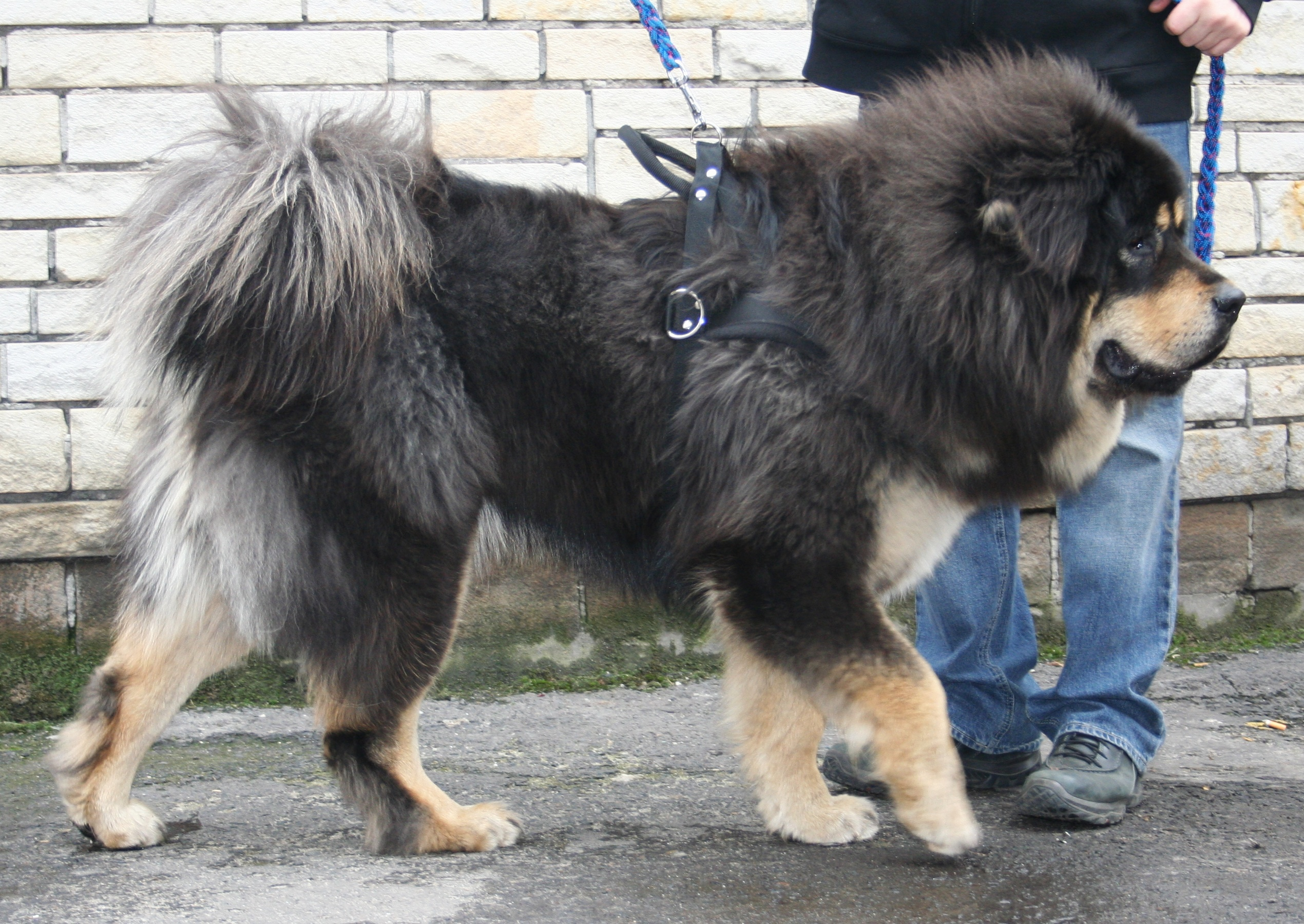
Тибетський мастиф на міжнародній виставці в Польщі

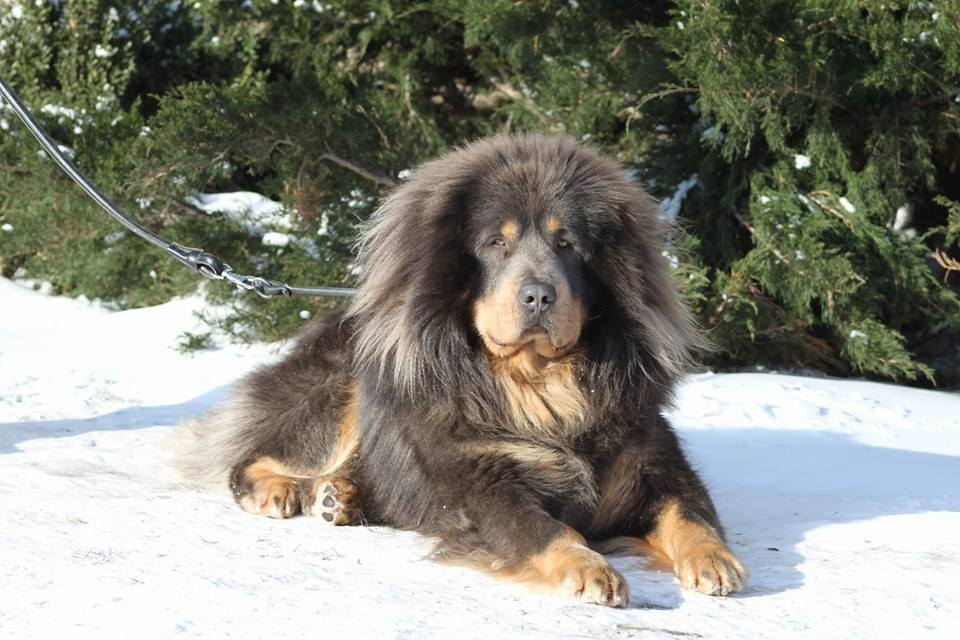
Тибетській мастиф з України ростом 77см SUPER GRAND CHAMPION OF UKRAINE, MULTICHAMPION, Виконав норму INTERCHAMPION

Історія тибетського мастифа — собаки захисника Тибету — це приховані в тумані легенди високих гімалайських гір і рівнин Центральної Азії. Точного образу цих собак не існує. 
Найдавніші письмові згадки про тибетського мастифа датовані 1100 роком до н.е. були знайдені в Китаї. Проте були знайдені останки які потрапили до нас із кам'яного і бронзового століть і можуть належати або тибетським догам або їх попередникам. Предки сучасних мастифів і догів, як вважають, супроводжували армії ассирійців, персів, греків та римлян, а пізніше, подорожували з Аттілою вождем гунів і Чингісханом на захід до Європи, де змішалися з іншими собаками, утворюючи нові породи. У цей час формувалася порода тибетський мастиф, залишаючись ізольованими в гірських долинах Гімалаїв і перетворюючись в прекрасну тварину, гордість народу Тибету.
До початку 1800-х років, було мало відомо про тибетських собак. Мандрівники побували в Тибеті не привозили якусь інформацію про місцевих собак. У 1800 році капітан Семюел Тернер, після поїздки в Тибет згадував про свою зустріч з величезними собаками. На жаль, він не задокументував опис собаки. 
У 1847 році лорд Хардінг, відправив «велику собаку Тибету» королеві Вікторії. У Англії відбулася перша виставка собак за участю великих собак Тибету в 1859 році, а в 1873 році, кінологічний клуб створив першу племінну книгу, що містить родовідні 4027 собак. У класифікації, написаній кінологічним клубом (Англія) вперше «велика собака Тибету» була офіційно названа «Тибетським мастифом». 
Ще два тибетських мастифи були привезені в Англію в 1874 році, Принцу Уельському (пізніше Король Едуард VII), і вони були виставлені на огляд в Олександра Пелес в грудні 1875 року. Відтоді до 1928 року, тибетські мастифи в невеликих кількостях імпортувалися в Англію і до решти Європи. У 1928 році полковник Бейлі і його дружина привезли до Англії чотирьох тибетських мастифів, яких полковник Бейлі отримав у подарунок як співробітник з політичних питань у Сиккимі, Непалі і Тибеті. У 1931 році пані Бейлі сформувала Асоціацію тибетських порід в Англії й був прийнятий перший офіційний стандарт породи тибетський мастиф. Пізніше цей стандарт був затверджений і FCI.
Під час Другої світової війни й до 1976 року імпорт тибетських мастифів з Непалу та Індії в Англію припинився. 
І лише в 1976 року знову почався імпорт тибетських мастифів до Англії.
В кінці 1950-х років два тибетських мастифи були відправлені з Тибету президенту США. Вони були доставлені на ферму і більше ніхто нічого не чув про них. Починаючи з 1970 року, кілька тибетських мастифів були імпортовані з Непалу та Індії в США. Вони зацікавили заводчиків і почали стрімко набирати популярність. Ці собаки добре адаптувалися до життя в різних кліматичних умовах США. На виставці в США тибетські доги гідно дебютували в 1979 році. 
Сьогодні в Тибеті, Непалі та інших гімалайських регіонах, чистокровного тибетського мастифа важко знайти. Однак, якщо такі є, вони в основному використовуються як пастухи добре пристосовані до суворих умов життя у високих горах. Подорожують з караванами тибетських торговців, захищаючи своїх господарів і їх майно від хижаків, таких як вовки й снігові барси або ведуть осілий спосіб життя охороняючи будинок своїх власників.

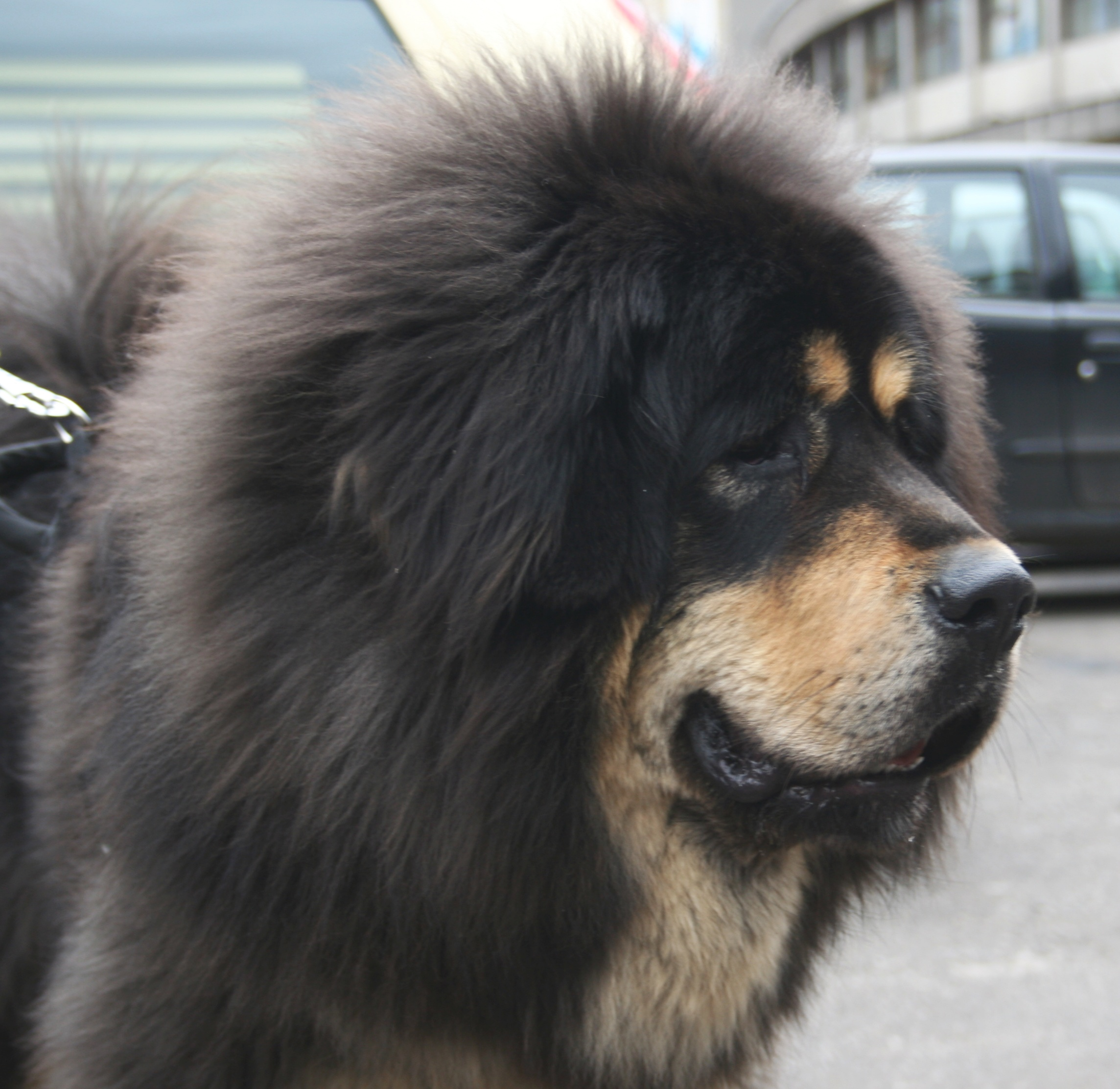

## Характеристика породи
Тибетський мастиф — це вражаючий та гордий пес із давньою історією, що бере свій початок із Гімалаїв. Його предки охороняли монастирі та табуни, тому не дивно, що цей собака зберіг у собі поєднання сили, спокою та непохитної вірності.
Це витривалий і врівноважений собака, який сильно прив’язується до господаря, але зовні рідко демонструє свої почуття. Іноді може виглядати впертою або навіть байдужою, хоча насправді він уважно спостерігає за всім, що відбувається довкола. До незнайомців тибетський мастиф ставиться стримано, а в разі загрози — здатен проявити рішучу агресію. Це робить його чудовим сторожем: у нічний час його пильність зростає, і він ретельно контролює свою територію.
Навчання мастифа вимагає терпіння та послідовності. Він не той пес, який буде беззаперечно виконувати команди, але за правильної мотивації та ранньої соціалізації покаже чудові результати. Дресирування має починатися з раннього віку — інакше пізніше буде складно впоратися з його незалежним характером.
Цікавий факт: тибетські мастифи дозрівають дуже повільно — повної фізичної та емоційної зрілості досягають лише до 3–4 років. У самок тічка буває лише раз на рік, що також рідкість серед собак.
Цей пес підходить досвідченим власникам, які шукають надійного охоронця, товариша з сильною особистістю та неймовірною вірністю. Ідеально почувається на великій території або в заміському будинку з доступом до двору.

## Опис

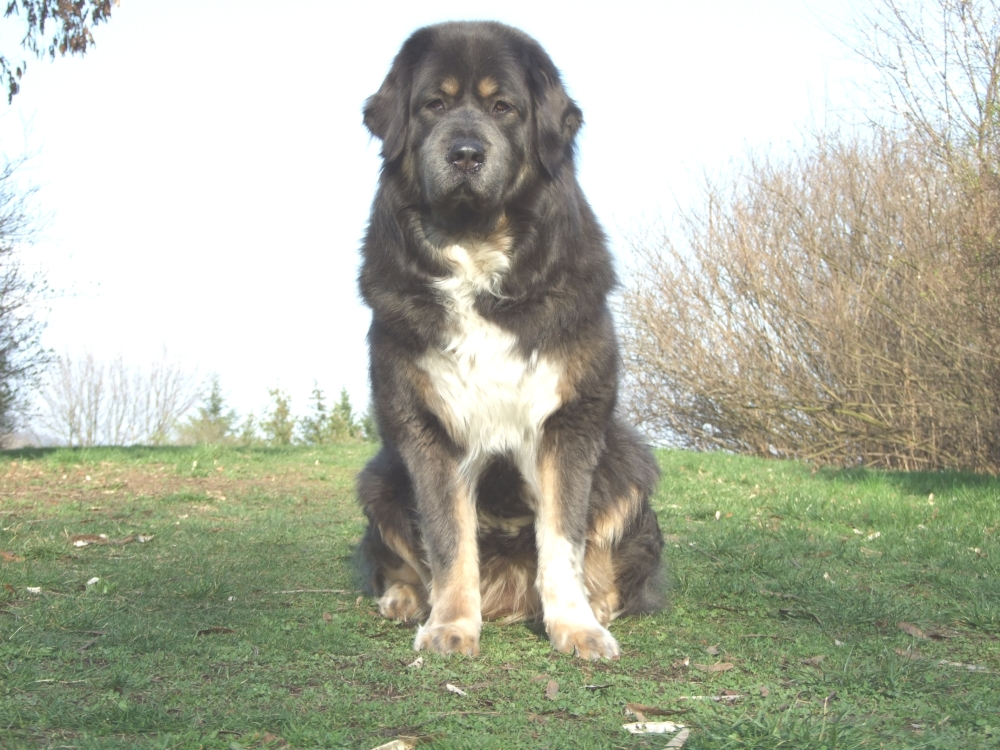
Вигляд собаки спереду

Голова округлої форми, дуже важка. Череп масивний. Перехід від чола до морди виражений чітко. Морда квадратної форми. Щелепи міцні. Ніс широкий. Губи товсті. Очі середнього розміру, овальної форми, злегка косо поставлені, широко розставлені. Будь-яких відтінків коричневого кольору. Вуха середнього розміру, трикутної форми, висячі.
Корпус міцний, ледве розтягнутого формату. Шия міцна, опукла, з густою гривою, але без підвісу. Груди середньої глибини й ширини. Спина пряма. Круп короткий. Собакам властива деяка високозадість. Кінцівки з масивним кістяком. Хвіст середньої довжини, кінчик його не заходить за стрибальний суглоб. Покритий густою вовною й тримається над спиною.
Досить довга, густа, пряма й груба на дотик шерсть. Не буває шовковистої, кучерявенької або хвилястої. Підшерстя щільне, густе, трохи жорсткувате. Колір блискучий чорний, чорний або сірий, з рудуватим або палевим відтінком (внаслідок світлозабарвленого підшерстя) і мітками такого ж відтінку: над очима, в нижній частині кінцівок і на кінчику хвоста.
Висота в холці: пси не менш 66 см, суки не менш 61 см. Вага 55-80 кг.

## Догляд
Не рекомендується тримати у квартирі. Потрібні простір і фізичні вправи. Необхідно 1 раз в тиждень вичісувати собаку щіткою. 2-3 рази на тиждень чистити зуби. 1 раз в 7-10 днів чистити вуха, використовуючи ватні палички. Декілька разів на місяць підстригати кігті.

## Цікаві факти
Хонг Донг (Hong Dong) — найдорожча собака у світі. За цього тибетського дога заплачено 1,1 млн євро. У Китаї породисті собаки вважаються символом статусу. Новим господарем його став китайський вугільний магнат.